# Станіслав Ігар
Станіслав Ігар (пол. Stanisław Igar; справжнє ім'я та прізвище Чеслав Кубяк, пол. Czesław Kubiak; 14 липня 1918, Плоцьк, Польща — 29 грудня 1987, Краків, Польща) — польський актор театру, кіно і телебачення, театральний педагог.

## Біографія
Народився у м. Плоцьку. Акторську освіту здобув у Державному інституті театрального мистецтва у Варшаві (нині Театральна академія імені Александра Зельверовича). Був актором театрів у Варшаві, Ольштині, Вроцлаві, Гданську і Кракові. Грав у спектаклях «театру телебачення» в 1963—1980 роках. З 1979 року працював викладачем Державної вищої театральної школи в Кракові. Помер 1987 року у Кракові.

## Вибрана фільмографія
- 1955 — Trzy starty
- 1955 — Irena do domu!
- 1959 — Мовчазна зірка / Milcząca Gwiazda / Der schweigende Stern (Польща / НДР)
- 1963 — Ubranie prawie nowe
- 1964 — Агнєшка 46 / Agnieszka 46
- 1964 — Рукопис, знайдений у Сарагосі / Rękopis znaleziony w Saragossie
- 1972 — Пудорож за посмішку / Podróż za jeden uśmiech
- 1974 — Земля обітована / Ziemia obiecana
- 1976 — Тільки Беатріче / Tylko Beatrycze
- 1976 — 07 zgłoś się (лише в 1-ій серії)
- 1977 — Пристрасть / Pasja
- 1978 — Жахіття / Zmory
- 1979 — Солодкі очі / Słodkie oczy
- 1980 — Королева Бона / Królowa Bona (лише в 12-ій серії)
- 1982 — Аустерія / Austeria
- 1982 — Крик / Krzyk
- 1982 — Готель Полан та його гості / Hotel Polan und seine Gäste
- 1984 — О-бі, О-ба. Кінець цивілізації / O-bi, O-ba: Koniec cywilizacji

## Нагороди
- 1976 — Золотий Хрест Заслуги (Польща).